# Енвер Шиљак
Енвер Шиљак (Босанска Градишка, 15. август 1919 — Тузла, 5. септембар 1941) био је учесник Народноослободилачке борбе и народни херој Југославије.

## Биографија
Рођен је 15. августа 1919. године у Босанској Градишци. Потиче из сиромашне породице, његов отац Салих је био кафански свирач са нередовним примањима, па се још од најмлађих дана морао сам сналазити за живот. Основну школу је завршио у родном месту, а гимназију је похађао у Бањалуци. Као ученик шестог разреда гимназије, због учешћа у акцијама револуционарне омладине, био је искључен из школе, па је школовање наставио у Осијеку. Пошто је био добар ђак, зарађивао је за живот, дајући приватне часове слабијим ученицима.
По угледу на Клуб академичара из Бање Луке, студенти и ђаци из Босанске Градишке, формирали су заједнички клуб радничке и студентске омладине, чија је активност била нарочито активна током распуста. Овај клуб је био под директним утицајем Комунистичке партије Југославије. Поред активности у овом клубу Енвер је био активан и у Радничком спортском клубу „Сава“ у Тузли, где је играо фудбал и био центарфор тима. Упоредо са спортским активностима у клубу, активно је политички деловао међу омладином ширећи идеје КПЈ, чији је члан био од 1940. године.
Због лошег материјалног стања, Енвер није могао да упише студије, па је 1938. године дошао у Тузлу, где се запослио као службеник у руднику „Крека“. Тада је примљен у Савез комунистичке омладине Југославије (СКОЈ), а две године касније и у Комунистичку партију Југославије. Био је секретар Окружног комитета СКОЈ-а у Тузли.
Фебруара 1941. године је био ухапшен и после петнаестодневног држања у затвору, протеран у родно место. Недуго потом се вратио у Тузлу и живео илегално све до краја јуна. После Априлског рата и окупације Југославије, изабран је за члана Обласног војног руководства и повукао се у околину града, где је почео да ради на припремању оружаног устанка. Заједно са Фридом Лауфер, активисткињом КПЈ и својом девојком, био је задужен да организује прелазак хусинских рудара у партизане. Тим послом, 18. јула 1941. године, пошао је у Добој, заједно са њим били су Фрида Лауфер, Рудолф Викић и Мемо Суљетовић, и заноћили су у Дрежнику, код Молуха. Пошто је место у ком су одсели било под присмотром усташке полиције, они су били издати од стране усташког симпатизера Ивице Зловића. Усташе су их потом опколиле и усред ноћи изненадили и ухапсили.
Прилком спровођења у отвореном аутомобилу кроз Тузлу, дигао се на ноге и отимајући се усташама певао Интернационалу, клицао Комунистичкој партији и позивао народ на устанак. Преки суд га је, заједно са Рудолфом Викићем и Мемом Суљетовићем, 5. септембра 1941. године, осудио на смрт и истог дана стрељао. Предлог суда да тражи помиловање одбио је речима: Ја знам какав је ово суд. Зато га и не признајем. Признајем само суд КПЈ и једино њој сам спреман да одговарам за своје дјела. Овај суд не сматрам легалним, јер служи окупатору и домаћим издајницима. Пред само стријељање скинуо је своју блузу од шаторског крила и дао је кочијашу који је чекао ту да одвезе његово мртво тело. Приликом стрељања није био добро погођен и остао је рањен на ногама, ухватио се за крваве груди и узвикнуо: Што вам дрхте руке, фашистички пси, пуцајте! Можете убити Енвера Шиљка, али Комунистичку партију - никада! Пуцајте издајници! И у вас ће пуцати моји другови, комунисти и скојевци!
Такво његово држање пред окупатором, снажно је одјекнуло у тузланском крају. Десетине омладинаца из Тузле и околине, одушевљене Енверовим примером, отишле су у партизане. Његову девојку, Фриду Лауфер, усташе су крајем августа 1941. године пребациле у логор у Госпићу, а одатле је у логор Лоборград у Загребу. Потом је била пребачена у логор Аушвиц, где је убијена, мада постоји и сведочанство да jе одведена у jасеновачки логор и тамо погубљена. Мост у Тузли који је свечано отворен 2. октобра 2010. носи назив Мост народног хероја Енвера Шиљка и Фриде Лауфер мада га популарно називају и Мост љубави.
Указом Президијума Народне скупштине ФНР Југославије 18. маја 1946. постхумно је одликован Орденом заслуга за народ првог реда, 20. децембра 1951. проглашен је за народног хероја.